# Enric Casals i Defilló
Enric Casals i Defilló (Barcelona, 5 de juliol de 1892 – 31 de juliol de 1986), germà de Pau Casals, va ser un violinista, compositor i director d'orquestra català.

## Biografia
Enric Casals va néixer al carrer Pelai de Barcelona, el 5 de juliol de 1892, fill de Carles Casals i Ribes, de Barcelona, i de Pilar Defilló i Amiguet, de Mayagüez (Puerto Rico). Començà a estudiar música amb el seu pare,. Posteriorment va ser deixeble de Rafael Gálvez. Més tard, marxà a Brussel·les, per tal de perfeccionar els seus coneixements de violí i composició, amb Mathieu Crickboom i Joseph Jongen; i el 1918 es traslladà a Praga, on va ser alumne de František Suchý. Fundà el Quartet de corda "Enric Casals", 1921, amb el qual va recórrer Europa, oferint concerts a França, Bèlgica, Anglaterra, Suïssa i Espanya. Actuà com a violí solista de l'Orquestra Simfònica de Barcelona (1910 – 1912), de la Kurort Symphonische Orchester a Sant Petersburg (1912 – 1914), de l'Orquestra Pau Casals (1920 – 1936) i de la del Gran Teatre del Liceu (1924 – 1935). Fou sotsdirector de l'Orquestra Pau Casals (1920 – 1936), director de l'Orquestra Ibèrica de Concerts (1940 – 1942) i de l'Orquestra Professional de Cambra de Barcelona, amb la qual dirigí gairebé un centenar de concerts. A més, va dirigir puntualment altres importants orquestres d'arreu del món, com les orquestres nacionals de Portugal, Mèxic, Hongria, Grècia, i l'Orquestra Lamoureux de París. Fou fundador i director de l'Institut Musical Casals i responsable dels cèlebres Festivals de Prada (sobretot entre 1955 i 1983).
Compongué concerts per a violí i violoncel, entre les quals podem destacar el seu Concert per a violoncel i orquestra, escrit el 1947 (Allegro, Adagio i Rondó en temps de sardana), on podem trobar certes al·lusions a Dvořák i que el seu deixeble, el violoncel·lista Lluís Claret, ha ajudat a difondre. Escrigué, quan morí el seu germà Pau, una Suite per a violoncel sol. També fou autor d'una vintena de sardanes, que es considera que beuen de la tradició garretiana, des de La nena galana (1906) fins a La sardana dels Tres Reis (1983). Defensor entusiasta dels valors musicals de la sardana, fou autor de la transcripció orquestral de Juny, de Juli Garreta, així com d'algunes de les composicions més rellevants del seu germà com ara El cant dels ocells, l'Himne de les Nacions Unides el 1968 (que fou un encàrrec del secretari general de l'ONU, U Thant), l'oratori El Pessebre (1960) o la sardana Sant Martí del Canigó. Feu una important tasca pedagògica, amb alumnes tan destacats com ara Gonçal Comellas i els germans Gerard i Lluís Claret.
Amb el seu germà, Pau Casals, violoncel·lista de renom internacional, sempre va mantenir una estreta relació, tant en el plànol afectiu com en el del treball, ja que ambdós compartien la passió i dedicació a la música. No obstant això, la figura i protagonisme de Pau va eclipsar Enric en gran manera. Però l'afecte de l'Enric es percep en l'aportació que feu a la valoració de la figura del músic. Així, el llibre Pau Casals: dades biogràfiques inèdites, cartes íntimes i records viscuts (1979) és considerat una peça fonamental per a la comprensió del violoncel·lista.
Com a mostra de l'autoexigència compositiva d'Enric Casals, se'n citen les següents paraules: «Jo preguntaria a certs Compositors de sardanes durant la dictadura si són capaços d'escriure una sonata, o un concert, o un poema simfònic. Si no són capaços d'escriure una obra d'aquesta importància, no són compositors, i si no ho són, amb quin dret estan enlletgint la nostra dansa?».
Enric Casals va morir el dia 31 de juliol de 1986. El mes de juliol de 2011 el seu net Pau Casals Sànchez (en nom de les seves filles Laia i Núria) va cedir, mitjançant la Fundació Pau Casals, 183 documents del músic i violinista a l'Arxiu Nacional de Catalunya.

## Obra
- Concert per a violí
- Concert per a violoncel i orquestra
- Suite en re menor: Homenatge a Pau Casals (1973), per a violoncel

### Sardanes
- A en Juli Garreta (1924), amb la melodia de Els Segadors
- Angoixa (s/d), amb la melodia d'Els Segadors
- Barcelona (1976)
- Catalunya avant (1910), amb melodies populars (Rossinyol que vas a França)
- Cants de tardor
- Dramàtica, composta per a orquestra
- Era una vegada (1935)
- Festa (1920)
- La font del Penedès (1954)
- Heroica (1919), dedicada al seu germà Pau
- Íntima (1920)
- Lleida a la Verge de Granyena (1976), per a cor i cobla
- Lluny...! (1918), escrita a Montevideo
- La mainada de Sant Salvador (1928), amb les melodies del Senyor Ramon i d'El General Bum-Bum
- Montserrat en primavera (1968), sardana d'encàrrec, amb melodies montserratines
- Mònica
- La nena galana (1908)
- La platja de Sant Salvador, és un altre títol per a la sardana La mainada de Sant Salvador
- Recordant Conrad Saló, és un altre títol per a la sardana Íntima
- Sardana de carrer (1927)
- La sardana dels Tres Reis (1983), per a cor i cobla
- Setembre (1924)
- Tarragona (1927)
- Tres amors (1949)
- Trista (1925)
- El Vendrell (1948)

### Instrumentacions d'obres
- Juny, de Juli Garreta, instrumentada per a orquestra simfònica

#### Instrumentacions d'obres d'en Pau Casals
- El cant dels ocells, cançó popular catalana harmonitzada per Pau Casals
- Himne de les Nacions Unides
- El Pessebre, oratori
- Sant Martí del Canigó, sardana

## Fons personal
El fons, conservat a l'Arxiu Nacional de Catalunya, inclou la documentació generada i rebuda per Enric Casals Defilló, principalment, com a resultat de la seva activitat musical, encara que conté documentació rebuda i produïda pel seu germà, amb el qual mantingué una estreta relació familiar i professional. En formen part alguns documents personals propis i cartes rebudes, juntament amb els relacionats amb el procés de Pau Casals davant el "Tribunal Regional de Responsabilidades Políticas" de Barcelona, documents identificatius i correspondència familiar. Conté també algunes notes pròpies sobre Pau Casals. La part fonamental del fons, però, la constitueixen les partitures i particel·les originals d'Enric Casals, començant pel Concert per a violoncel i orquestra (1948) i les Suites per a violoncel en Re Menor (1973), fins a una quinzena de sardanes de les 24 que se li atribueixen, entre les quals Catalunya avant, Festa, Heroica, Íntima, Lluny, La mainada de Sant Salvador, Montserrat en primavera, Sardana dels Tres Reis, Setembre, Tarragona i El Vendrell. Inclou, així mateix, obra aliena amb arranjaments i orquestració d'Enric Casals, com ara composicions del seu germà (sardanes, El Pessebre i l'Himne de les Nacions Unides) i de Juli Garreta (Juny). Aplega també programes de concerts on el productor intervingué com a organitzador, intèrpret o director (Orquestra Pau Casals i Festival de Prada de Conflent) i documentació de viatge. Finalment, conformen també el fons diverses monografies, articles i dossiers de premsa sobre les activitats del mestre, programes d'audicions d'El Pessebre i altres concerts i reconeixements públics atorgats a Pau Casals, així com programes de concerts, obra musical aliena editada, monografies musicals i partitures manuscrites d'altres autors. En el seu conjunt, el fons documental facilita una aproximació molt exhaustiva a la producció musical d'Enric Casals, així com a la seva tasca de suport i complement a l'activitat del seu germà, encara que conté també alguns documents del mateix mestre.